# Parafia Świętego Krzyża we Wrocławiu
Parafia Świętego Krzyża we Wrocławiu znajduje się w dekanacie Wrocław Katedra w archidiecezji wrocławskiej. Obsługiwana przez kapłanów z parafii katedralnej. Erygowana w XII wieku. Mieści się przy placu Kościelnym.

## Obszar parafii
Parafia obejmuje ulice: Bema, pl. Bema, św. Marcina, Matejki, Mieszka I, Na Szańcach, pl. Kościelny, B. Prusa (nr. 1-35), Sienkiewicza (nr. 1-27, 2-46), Świętokrzyska.